# Józef Stolarczyk

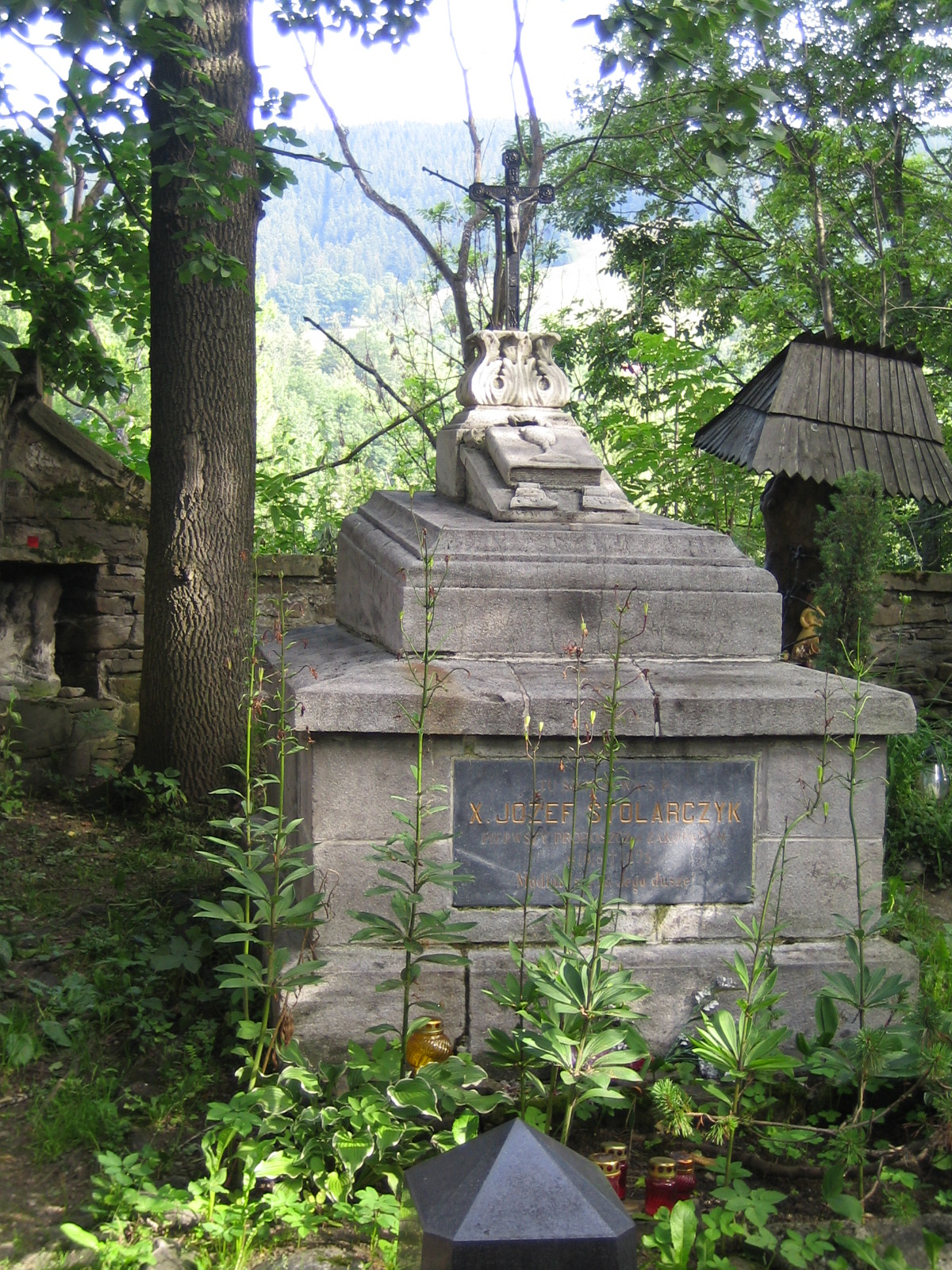
Hrob Józefa Stolarczyka

Józef Stolarczyk (12. února 1816, Wysoka u Jordanowa, Polsko – 6. července 1893 Zakopané, Polsko) byl polský horolezec, první rektor a probošt Zakopaného.

## Životopis
Józef Stolarczyk pocházel z rodiny Jędrzeja Stolarczyka a Agaty roz. Działek. Vystudoval piaristické gymnázium v Podolínci na Spiši.
Teologii studoval v semináři v Tarnowě. Dne 28. srpna 1842 byl vysvěcen na kaplana. Působil jako kněz v Makowě (1842–1843), v Novém Targu (do března 1847), jako vikář v Tarnowě (květen–prosinec 1847). Dne 6. ledna 1848 byl jmenován proboštem Zakopaného. Získal si respekt a důvěru farníků. Rozšířil dřevěný kostel a začal s výstavbou nového z cihel. Vytvořil první hřbitov a založil první školu v Zakopaném. Přispěl k popularizaci a návštěvnosti města jako nového letního horského střediska. Získal uznání mezi jeho návštěvníky i Goraly. Sepsal vzpomínky s názvem Výlet na Gerlachovský štít (Wycieczka na szczyt Gerlachu, 1875).
Byl jedním z nejlepších horolezců své doby. Mezi jeho nejlepší a nejhodnotnější výstupy na tatranské štíty patří prvovýstup na Baranie rohy (1867), osmý výstup na Gerlachovský štít (1874) a třetí na Ľadový štít.
Byl jedním ze spoluzakladatelů Polskiego Towarzystwa Tatrzańskiego, který vznikl 3. srpna 1873. V roce 1883 byl jmenován jeho čestným členem. Jeho jménem bylo pojmenováno Stolarczykovo sedlo mezi Černým štítem a Baraními rohy a Stolarczykův žlab, který spadá z Prednej kvetnicovej průhyby k Velickému plesu v masivu Gerlachu ve Vysokých Tatrách. Touto cestou na štít s ním vystoupili první polští horolezci 10. září 1874. V Zakopaném je jeho jménem pojmenována ulice.
Józef Stolarczyk je pohřben na hřbitově Zasłużonych na Pęksowym Brzyzku v Zakopaném.